# Astragalus crispocarpus
Astragalus crispocarpus är en ärtväxtart som beskrevs av Nábelek. Astragalus crispocarpus ingår i släktet vedlar, och familjen ärtväxter. Inga underarter finns listade i Catalogue of Life.